# Akromegalie
Akromegalie (aus altgriechisch ἄκρος akros ‚äußerst‘, und μέγας megas ‚groß‘) ist eine chronische, durch einen Überschuss an Wachstumshormon (Somatotropin) verursachte Erkrankung mit vergrößerten und vergröberten Akren (zu denen insbesondere Hände und Füße und vorspringende Körperteile wie Kinn, Ohren und Nase zählen) und einer Vergrößerung der inneren Organe.
Ihren Namen erhielt die Krankheit 1886 von dem französischen Neurologen Pierre Marie, weswegen sie manchmal auch (Pierre-)Marie-Syndrom genannt wird. Ein weiteres, gelegentlich gebrauchtes Synonym ist Pachyakrie (altgriechisch παχύς pachýs ‚dick‘).
Die Inzidenz (Neuerkrankungsrate) liegt im Jahr bei etwa drei bis vier Menschen pro eine Million Einwohner, die Prävalenz (Krankheitshäufigkeit) in Deutschland bei ungefähr 3.000 bis 6.000 Menschen.

## Ursachen
Die Akromegalie ist eine endokrinologische Erkrankung, die durch eine Überproduktion des Wachstumshormons Somatropin hervorgerufen wird. In 95 Prozent der Fälle liegt der Krankheit ein wachstumshormon-produzierendes Adenom (gutartiger Tumor) in der Adenohypophyse (Vorderlappen der Hirnanhangdrüse) zugrunde, nur selten ein maligner (bösartiger) Tumor. Im Jahr 1887 hatte Oskar Minkowski die Akromegalie in Zusammenhang mit der krankhaften Vergrößerung der Hypophyse gebracht.
Sehr selten tritt eine Akromegalie im Rahmen von erblichen Krankheiten auf, z. B. bei der Lipodystrophie Typ Berardinelli.
Die Anwendung von Somatropin bei Menschen ohne vorliegenden Mangel führt zu Akromegalie mit Nebenwirkungen, die oft irreversibel sind.

## Symptome
Die Symptomatik der Akromegalie wird davon geprägt, ob die Erkrankung in der Zeit vor oder nach dem Schluss der Epiphysenfugen eintritt, d. h. vor oder nach der Pubertät:
Vor Abschluss des Längenwachstums kommt es zum sogenannten Gigantismus oder hypophysären Riesenwuchs. Die normalen Körperproportionen bleiben weitgehend erhalten, d. h. der Mensch wächst dann auch weiterhin in die Länge.
Nach Verschluss der Epiphysenfugen ist ein Wachstum nur noch an den knöchernen Akren, Weichteilen wie dem Kehlkopf und inneren Organen möglich. Die Organe vergrößern sich insgesamt, Viszeromegalie genannt. Ein Beispiel hierfür stellt der Kropf dar. Die Haut gewinnt an Dicke, und der Haarwuchs wird angeregt. Unkoordinierter Überschuss der Gelenkknorpel prädisponiert zu degenerativen Gelenkerkrankungen.
Die Körperproportionen wirken durch dieses Wachstum insgesamt unharmonisch und vergröbert. Auch die äußeren Geschlechtsorgane können vergrößert sein.
Weitere Symptome entstehen durch eine Zuckerkrankheit oder zumindest verminderte Glukosetoleranz. Als belastend mag sich das allmähliche Nachlassen der Fähigkeit zu einem aktiven Sexualleben erweisen, hervorgerufen durch eine Erektionsschwäche, abgemildert durch ein gleichzeitiges Desinteresse daran. Bei Frauen kommt es selten zu einer sekundären Amenorrhoe, also einem Ausbleiben der Regelblutung, bei gleichzeitig scheinbar unmotivierter eigener Milchproduktion, dem sogenannten Galaktorrhö-Amenorrhö-Syndrom. 30 % der Patienten messen dauerhaft einen erhöhten Blutdruck.
Die Patienten klagen häufig über Kopfschmerzen und allgemeine Abgeschlagenheit sowie Knochenschmerzen. Eine vermehrte Neigung zum Schwitzen ist nicht selten. Taubheitsgefühl oder Kribbeln in den Händen weisen auf ein Karpaltunnelsyndrom hin. Bei bis zu 64 % der Patienten mit Akromegalie findet man eine beidseitige Manifestation, die in der Regel nach Behandlung der Akromegalie verschwindet.
Mehr als 90 % der Patienten haben ein Schlaf-Apnoe-Syndrom mit Schnarchen, nächtlichen Atemstillständen, kaum erholsamem Nachtschlaf und infolgedessen Tagesmüdigkeit und Konzentrationsstörungen. Den Betroffenen fällt die langsame Veränderung ihrer Physiognomie selten selbst auf, aufschlussreich kann aber der Vergleich mit alten Fotografien sein; ein anderer Hinweis ist eine Zunahme der Hut- oder Schuhgrößen im Erwachsenenalter.
Kieferorthopädische Konsultationen wegen einer zunehmenden Fehlstellung des Gebisses (etwa durch einen im Vergleich zum Oberkiefer vergrößerten Unterkiefer, Progenie) sind nicht selten.
Kommt es durch das Wachstum des Hypophysentumors infolge lokaler Druckwirkungen zu Gesichtsfeldausfällen oder anderen Hirnnervenausfällen, ist erkennbar das Stadium ernsthafter Komplikationen erreicht.

## Prognose
Die Lebenserwartung von Menschen mit Akromegalie ist deutlich eingeschränkt und die Sterblichkeit im Vergleich zum Durchschnittskollektiv um das Zwei- bis Vierfache erhöht. Dies liegt einerseits an den direkten Manifestationen der Erkrankung, andererseits aber an den Folgeerscheinungen wie begleitendem Bluthochdruck und Zuckerkrankheit, die zu einer erhöhten Rate an Herzkreislauferkrankungen führen. Ob eine verstärkte Bereitschaft zur Entstehung von Krebserkrankungen, namentlich Darmkrebs, besteht, gilt derzeit als umstritten.

## Diagnostik
Die Akromegalie verläuft schleichend, was die Diagnose erschwert. Häufig werden ihre Symptome zunächst fehlgedeutet. Es wird selten ein Verdacht auf Akromegalie geäußert. So kommt es, dass die Diagnose im Mittel erst neun bis zehn Jahre nach dem Beginn der Symptome gestellt wird.
Neben dem typischen klinischen Bild der Erkrankung mit fast immer vergrößerten Händen und Füßen ist die Bestimmung der Hormonaktivität entscheidend.
Sobald der Verdacht auf eine Akromegalie besteht, sollte zuerst IGF-1 (insulin-like growth factor-I) bestimmt werden. Dieses Hormon eignet sich am besten sowohl als Suchtest als auch zur Beurteilung des Erfolgs nach einer Behandlung, da eine Akromegalie bei normalen Werten extrem selten vorliegt.
Die Bestimmung des Wachstumshormons (auch: GH = Growth Hormone = Somatotropin = Somatotropes Hormon = STH) selbst ist möglich, aber wesentlich weniger empfindlich und daher von geringer Bedeutung. Seit über 40 Jahren ist deshalb die empfindlichere Messung des Wachstumshormons nach einer Provokation mit Traubenzucker (STH-Suppressionstest beim oralen Glukosetoleranztest OGTT) in Gebrauch. Keine praktische Bedeutung hat die Bestimmung des Growth-hormone releasing factors (GHRF).
Zur weiteren Diagnostik (Tumornachweis) dienen zusätzlich CT und MRT.
Selten tritt die Akromegalie als Teil eines genetischen Syndroms auf, etwa im Rahmen der multiple endokrine Neoplasie Typ 1 (MEN 1), des McCune-Albright-Syndroms, der familiären Akromegalie oder des Carney-Komplexes.

## Therapie
Die Therapie der Wahl besteht in der chirurgischen Entfernung des Tumors der Hirnanhangdrüse bzw. eines Teils der Hypophyse. Für die Operation stehen ein transsphenoidaler (durch die Nase und Teile der Nasennebenhöhlen) und ein transkranieller Zugang (durch die Schädeldecke) zur Verfügung. Die operative Therapie wird nur an Zentren für Neurochirurgie angeboten, bei der transspenoidalen Resektion sind unterschiedliche Verfahren der optischen Führung möglich.
Nach unvollständiger Resektion des hormonproduzierenden Tumors wird eine zusätzliche medikamentöse Behandlung erforderlich. Mehrere Wirkstoffgruppen stehen für die medikamentöse Behandlung zur Verfügung: die Dopaminagonisten Cabergolin (Cabaseril) und Bromocriptin (Pravidel), die Somatostatinanaloga Octreotid (Sandostatin), Lanreotid (Somatuline Autogel) und Pasireotid (Signifor) sowie der Wachstumshormonantagonist Pegvisomant (Somavert). Gegebenenfalls kann bei einem großen Tumor eine medikamentöse Therapie vor einer chirurgischen Entfernung angewendet werden. Das Ziel einer Vorbehandlung mit den genannten Medikamenten ist, den Tumor zu verkleinern und den Allgemeinzustand der Patienten zu verbessern.
Nach operativer Beseitigung des hormonproduzierenden Gewebes ist eine regelmäßige Kontrolle des Hormonstatus im Labor sinnvoll, um ggf. weiterhin aktives Gewebe an seiner endokrinen Aktivität identifizieren zu können.
Die allein medikamentöse Behandlung sollte nur einer kleinen Gruppe von Patienten vorbehalten bleiben.
Bei großen nichtoperierbaren Hormontumoren oder zur Behandlung von Resttumoren nach Operation werden auch unterschiedliche Methoden der Bestrahlungstherapie (insbesondere mit Röntgenstrahlen) mit Erfolg eingesetzt.